# Costa Rica en la Copa América 2011
La selección de Costa Rica fue uno de los 12 equipos participantes en la Copa América 2011, torneo que se llevó a cabo entre el 1 y el 24 de julio de 2011 en Argentina y reemplazó a la selección de Japón, luego de que esta última anunció el 17 de mayo de 2011 su no presentación en el certamen.
Esta fue su cuarta participación en la Copa América, luego de haber quedado en la décima posición en la edición de 1997 y haber rematado en cuartos de final en las ediciones de 2001 y 2004. Junto a México, fue uno de los dos equipos participantes en calidad de invitados.
Al ser reemplazante de Japón, la selección "tica" tomó de inmediato el lugar de los nipones, integrando el Grupo A junto al local Argentina, Bolivia y Colombia, este último con quien debutó.

## Preparación
Luego de la deserción de la selección japonesa del torneo producto del terremoto y tsunami del 11 de marzo de 2011 y de la negativa de los clubes europeos a liberar a los jugadores japoneses que actúan en sus equipos, la selección costarricense aceptó la invitación y dirá presente en el torneo, pero al igual que el combinado mexicano, se presentará con una selección olímpica (Sub-23) más la inclusión de algunos jugadores de la selección mayor. En cuanto a la preparación, fue prácticamente nula debido a que el combinado principal disputó la Copa de Oro de la Concacaf.

## Jugadores
El 14 de junio de 2011, Costa Rica presentó su nómina de 23 futbolistas. Por participar en calidad de invitado, su confederación –la Concacaf– le ordenó a Costa Rica presentar un equipo Sub-23, pudiendo reforzarse con cinco jugadores mayores a esa edad. Días después de presentada la nómina, el portero Esteban Alvarado del AZ Alkmaar renunció a participar en el torneo por una acusación de violencia familiar por parte de su expareja. Su lugar fue ocupado por Mainor Álvarez.
| #  | Nombre             | Posición      | Edad | Club                       |
| -- | ------------------ | ------------- | ---- | -------------------------- |
| 1  | Minor Álvarez      | Portero       | 21   | Belén F.C                  |
| 2  | Francisco Calvo    | Defensa       | 18   | Club Sport Herediano       |
| 3  | Johnny Acosta      | Defensa       | 27   | Alajuelense                |
| 4  | Jose Salvatierra   | Defensa       | 21   | Liga Deportiva Alajuelense |
| 5  | Luis Miguel Valle  | Mediocampista | 22   | Alajuelense                |
| 6  | Heiner Mora        | Mediocampista | 27   | Deportivo Saprissa         |
| 7  | Allen Guevara      | Mediocampista | 22   | Alajuelense                |
| 8  | David Guzmán       | Mediocampista | 21   | Deportivo Saprissa         |
| 9  | Jorge Castro       | Delantero     | 20   | Universidad de Costa Rica  |
| 10 | Randall Brenes     | Delantero     | 27   | Club Sport Cartaginés      |
| 11 | Diego Madrigal     | Mediocampista | 22   | Cerro Porteño              |
| 12 | Joel Campbell      | Delantero     | 19   | Arsenal F.C                |
| 13 | Danny Carvajal     | Portero       | 22   | San Carlos                 |
| 14 | Hansell Arauz      | Mediocampista | 21   | Barrio México              |
| 15 | Jorge Gatgens      | Defensa       | 22   | Municipal Pérez Zeledón    |
| 16 | Kevin Fajardo      | Defensa       | 21   | Santos de Guápiles         |
| 17 | Josué Martínez     | Delantero     | 21   | Deportivo Saprissa         |
| 18 | Leonel Moreira     | Portero       | 21   | Club Sport Herediano       |
| 19 | Óscar Duarte       | Defensa       | 22   | Deportivo Saprissa         |
| 20 | Pedro Leal         | Defensa       | 22   | Puntarenas                 |
| 21 | César Elizondo     | Delantero     | 23   | Deportivo Saprissa         |
| 22 | José Miguel Cubero | Mediocampista | 24   | Club Sport Herediano       |

Director Técnico: Ricardo La Volpe

## Participación
- Los horarios son correspondientes a la hora local argentina (UTC-3).

### Partidos
| Fecha       | Lugar                 | Instancia      |           |                      | Resultado |                       |            |
| ----------- | --------------------- | -------------- | --------- | -------------------- | --------- | --------------------- | ---------- |
| 2 de julio  | San Salvador de Jujuy | Fase de grupos | Colombia  | Bandera de Colombia  | 1:0 (1:0) | Bandera de Costa Rica | Costa Rica |
| 7 de julio  | San Salvador de Jujuy | Fase de grupos | Bolivia   | Bandera de Bolivia   | 0:2 (0:0) | Bandera de Costa Rica | Costa Rica |
| 11 de julio | Córdoba               | Fase de grupos | Argentina | Bandera de Argentina | 3:0 (1:0) | Bandera de Costa Rica | Costa Rica |

### Fase de grupos - Grupo A
| Selección  | Pts | PJ | PG | PE | PP | GF | GC | Dif |
| ---------- | --- | -- | -- | -- | -- | -- | -- | --- |
| Colombia   | 7   | 3  | 2  | 1  | 0  | 3  | 0  | 3   |
| Argentina  | 5   | 3  | 1  | 2  | 0  | 4  | 1  | 3   |
| Costa Rica | 3   | 3  | 1  | 0  | 2  | 2  | 4  | −2  |
| Bolivia    | 1   | 3  | 0  | 1  | 2  | 1  | 5  | −4  |

|  | Clasificados a los cuartos de final. |

#### Colombia vs. Costa Rica
| 2 de julio, 15:30 | Colombia  | 1:0 (1:0) | Costa Rica | Estadio 23 de Agosto, San Salvador de Jujuy                        |                                                                    |
|                   | Ramos 44' | Reporte   |            | Asistencia: Sin datos sobre espectadores Árbitro(s): Enrique Osses | Asistencia: Sin datos sobre espectadores Árbitro(s): Enrique Osses |

| 12         | Guardameta     | Luis Martínez       |     |
| 3          | Defensa        | Mario Yepes         |     |
| 7          | Defensa        | Pablo Armero        |     |
| 14         | Defensa        | Luis Amaranto Perea |     |
| 18         | Defensa        | Camilo Zúñiga       |     |
| 4          | Centrocampista | Gustavo Bolívar     |     |
| 8          | Centrocampista | Abel Aguilar        | 33' |
| 13         | Centrocampista | Fredy Guarín        |     |
| 9          | Delantero      | Radamel Falcao      | 77' |
| 17         | Delantero      | Dayro Moreno        | 69' |
| 20         | Delantero      | Adrián Ramos        |     |
| Entrenador | Entrenador     | Hernán Darío Gómez  |     |

| 18         | Guardameta     | Leonel Moreira   |     |
| 2          | Defensa        | Francisco Calvo  |     |
| 3          | Defensa        | Johnny Acosta    |     |
| 4          | Defensa        | José Salvatierra |     |
| 19         | Defensa        | Óscar Duarte     |     |
| 20         | Defensa        | Pedro Leal       |     |
| 6          | Centrocampista | Heiner Mora      |     |
| 8          | Centrocampista | David Guzmán     | 74' |
| 11         | Centrocampista | Diego Madrigal   | 71' |
| 10         | Delantero      | Randall Brenes   |     |
| 12         | Delantero      | Joel Campbell    | 46' |
| Entrenador | Entrenador     | Ricardo La Volpe |     |

| 11 | Delantero      | Hugo Rodallega    | 33' |
| 19 | Delantero      | Teófilo Gutiérrez | 69' |
| 16 | Centrocampista | Elkin Soto        | 77' |

| 21 | Delantero      | César Elizondo     | 46' |
| 17 | Delantero      | Josué Martínez     | 71' |
| 22 | Centrocampista | José Miguel Cubero | 74' |

| Anotado | 44' | Adrián Ramos | 1:0 |

| Amonestado | 53' | Fredy Guarín  |
| Amonestado | 54' | Camilo Zúñiga |

| Amonestado | 15' | Diego Madrigal  |
| Amonestado | 19' | David Guzmán    |
| Amonestado | 23' | Francisco Calvo |
| Expulsado  | 27' | Randall Brenes  |

| Árbitro             | Enrique Osses     |
| Árbitros asistentes | Francisco Mondria |
| Árbitros asistentes | Nicolás Yegros    |
| Cuarto árbitro      | Antonio Arias     |

| 12         | Guardameta     | Luis Martínez       |     |
| 3          | Defensa        | Mario Yepes         |     |
| 7          | Defensa        | Pablo Armero        |     |
| 14         | Defensa        | Luis Amaranto Perea |     |
| 18         | Defensa        | Camilo Zúñiga       |     |
| 4          | Centrocampista | Gustavo Bolívar     |     |
| 8          | Centrocampista | Abel Aguilar        | 33' |
| 13         | Centrocampista | Fredy Guarín        |     |
| 9          | Delantero      | Radamel Falcao      | 77' |
| 17         | Delantero      | Dayro Moreno        | 69' |
| 20         | Delantero      | Adrián Ramos        |     |
| Entrenador | Entrenador     | Hernán Darío Gómez  |     |

| 18         | Guardameta     | Leonel Moreira   |     |
| 2          | Defensa        | Francisco Calvo  |     |
| 3          | Defensa        | Johnny Acosta    |     |
| 4          | Defensa        | José Salvatierra |     |
| 19         | Defensa        | Óscar Duarte     |     |
| 20         | Defensa        | Pedro Leal       |     |
| 6          | Centrocampista | Heiner Mora      |     |
| 8          | Centrocampista | David Guzmán     | 74' |
| 11         | Centrocampista | Diego Madrigal   | 71' |
| 10         | Delantero      | Randall Brenes   |     |
| 12         | Delantero      | Joel Campbell    | 46' |
| Entrenador | Entrenador     | Ricardo La Volpe |     |

| 11 | Delantero      | Hugo Rodallega    | 33' |
| 19 | Delantero      | Teófilo Gutiérrez | 69' |
| 16 | Centrocampista | Elkin Soto        | 77' |

| 21 | Delantero      | César Elizondo     | 46' |
| 17 | Delantero      | Josué Martínez     | 71' |
| 22 | Centrocampista | José Miguel Cubero | 74' |

| Anotado | 44' | Adrián Ramos | 1:0 |

| Amonestado | 53' | Fredy Guarín  |
| Amonestado | 54' | Camilo Zúñiga |

| Amonestado | 15' | Diego Madrigal  |
| Amonestado | 19' | David Guzmán    |
| Amonestado | 23' | Francisco Calvo |
| Expulsado  | 27' | Randall Brenes  |

| Árbitro             | Enrique Osses     |
| Árbitros asistentes | Francisco Mondria |
| Árbitros asistentes | Nicolás Yegros    |
| Cuarto árbitro      | Antonio Arias     |

| Estadísticas      | Bandera de Colombia | Bandera de Costa Rica |
| Tiros             | 17                  | 5                     |
| Tiros a puerta    | 9                   | 2                     |
| Faltas            | 14                  | 8                     |
| Saques de esquina | 5                   | 3                     |
| Penaltis          | 0                   | 0                     |
| Fueras de juego   | 1                   | 0                     |
| Posesión de balón |                     |                       |

#### Bolivia vs. Costa Rica
| 7 de julio, 19:15 | Bolivia | 0:2 (0:0) | Costa Rica                  | Estadio 23 de Agosto, San Salvador de Jujuy                          |                                                                      |
|                   |         | Reporte   | Martínez 59' · Campbell 78' | Asistencia: Sin datos sobre espectadores Árbitro(s): Sálvio Fagundes | Asistencia: Sin datos sobre espectadores Árbitro(s): Sálvio Fagundes |

| 1          | Guardameta     | Carlos Arias      |     |
| 3          | Defensa        | Luis Gutiérrez    |     |
| 4          | Defensa        | Lorgio Álvarez    |     |
| 5          | Defensa        | Ronald Rivero     |     |
| 16         | Defensa        | Ronald Raldes     |     |
| 6          | Centrocampista | Wálter Flores     |     |
| 15         | Centrocampista | Jaime Robles      | 67' |
| 21         | Centrocampista | Jhasmani Campos   | 79' |
| 7          | Delantero      | Edivaldo Rojas    | 67' |
| 9          | Delantero      | Marcelo Martins   |     |
| 17         | Delantero      | Juan Carlos Arce  |     |
| Entrenador | Entrenador     | Gustavo Quinteros |     |

| 18         | Guardameta     | Leonel Moreira   |     |
| 2          | Defensa        | Francisco Calvo  |     |
| 3          | Defensa        | Johnny Acosta    |     |
| 4          | Defensa        | José Salvatierra |     |
| 19         | Defensa        | Óscar Duarte     |     |
| 20         | Defensa        | Pedro Leal       |     |
| 6          | Centrocampista | Heiner Mora      | 82' |
| 8          | Centrocampista | David Guzmán     |     |
| 11         | Centrocampista | Diego Madrigal   | 46' |
| 12         | Delantero      | Joel Campbell    |     |
| 17         | Delantero      | Josué Martínez   | 81' |
| Entrenador | Entrenador     | Ricardo La Volpe |     |

| 19 | Centrocampista | José Luis Chávez | 67' |
| 11 | Delantero      | Alcides Peña     | 67' |
| 8  | Centrocampista | Ronald García    | 79' |

| 7  | Centrocampista | Allen Guevara      | 46' |
| 21 | Delantero      | César Elizondo     | 81' |
| 22 | Centrocampista | José Miguel Cubero | 82' |

| Anotado | 59' | Josué Martínez | 1:0 |
| Anotado | 78' | Joel Campbell  | 2:0 |

| Amonestado | 35' | Lorgio Álvarez  |
| Amonestado | 57' | Marcelo Martins |
| Amonestado | 65' | Ronald Rivero   |
| Expulsado  | 70' | Ronald Rivero   |
| Amonestado | 73' | Jhasmani Campos |
| Expulsado  | 75' | Wálter Flores   |
| Amonestado | 87' | Luis Gutiérrez  |

| Amonestado | 6'    | Abel Aguilar |
| Amonestado | 90+1' | Dayro Moreno |

| Árbitro             | Carlos Vera       |
| Árbitros asistentes | Luis Alvarado     |
| Árbitros asistentes | Marvin Torrentera |
| Cuarto árbitro      | Francisco Chacón  |

| 1          | Guardameta     | Carlos Arias      |     |
| 3          | Defensa        | Luis Gutiérrez    |     |
| 4          | Defensa        | Lorgio Álvarez    |     |
| 5          | Defensa        | Ronald Rivero     |     |
| 16         | Defensa        | Ronald Raldes     |     |
| 6          | Centrocampista | Wálter Flores     |     |
| 15         | Centrocampista | Jaime Robles      | 67' |
| 21         | Centrocampista | Jhasmani Campos   | 79' |
| 7          | Delantero      | Edivaldo Rojas    | 67' |
| 9          | Delantero      | Marcelo Martins   |     |
| 17         | Delantero      | Juan Carlos Arce  |     |
| Entrenador | Entrenador     | Gustavo Quinteros |     |

| 18         | Guardameta     | Leonel Moreira   |     |
| 2          | Defensa        | Francisco Calvo  |     |
| 3          | Defensa        | Johnny Acosta    |     |
| 4          | Defensa        | José Salvatierra |     |
| 19         | Defensa        | Óscar Duarte     |     |
| 20         | Defensa        | Pedro Leal       |     |
| 6          | Centrocampista | Heiner Mora      | 82' |
| 8          | Centrocampista | David Guzmán     |     |
| 11         | Centrocampista | Diego Madrigal   | 46' |
| 12         | Delantero      | Joel Campbell    |     |
| 17         | Delantero      | Josué Martínez   | 81' |
| Entrenador | Entrenador     | Ricardo La Volpe |     |

| 19 | Centrocampista | José Luis Chávez | 67' |
| 11 | Delantero      | Alcides Peña     | 67' |
| 8  | Centrocampista | Ronald García    | 79' |

| 7  | Centrocampista | Allen Guevara      | 46' |
| 21 | Delantero      | César Elizondo     | 81' |
| 22 | Centrocampista | José Miguel Cubero | 82' |

| Anotado | 59' | Josué Martínez | 1:0 |
| Anotado | 78' | Joel Campbell  | 2:0 |

| Amonestado | 35' | Lorgio Álvarez  |
| Amonestado | 57' | Marcelo Martins |
| Amonestado | 65' | Ronald Rivero   |
| Expulsado  | 70' | Ronald Rivero   |
| Amonestado | 73' | Jhasmani Campos |
| Expulsado  | 75' | Wálter Flores   |
| Amonestado | 87' | Luis Gutiérrez  |

| Amonestado | 6'    | Abel Aguilar |
| Amonestado | 90+1' | Dayro Moreno |

| Árbitro             | Carlos Vera       |
| Árbitros asistentes | Luis Alvarado     |
| Árbitros asistentes | Marvin Torrentera |
| Cuarto árbitro      | Francisco Chacón  |

| Estadísticas      | Bandera de Bolivia | Bandera de Costa Rica |
| Tiros             | 9                  | 11                    |
| Tiros a puerta    | 0                  | 5                     |
| Faltas            | 11                 | 14                    |
| Saques de esquina | 7                  | 3                     |
| Penaltis          | 0                  | 1 (0)                 |
| Fueras de juego   | 1                  | 4                     |
| Posesión de balón |                    |                       |

#### Argentina vs. Costa Rica
| 11 de julio   | Argentina                        | 3:0 (1:0) | Costa Rica | Estadio Mario Alberto Kempes, Córdoba                                   |                                                                         |
| 21:45 (UTC-3) | Agüero 45+1', 52' · Di María 63' | Reporte   |            | Asistencia: Sin datos sobre espectadores Árbitro(s): Víctor Hugo Rivera | Asistencia: Sin datos sobre espectadores Árbitro(s): Víctor Hugo Rivera |

| 23         | Guardameta     | Sergio Romero     |     |
| 3          | Defensa        | Pablo Zabaleta    |     |
| 4          | Defensa        | Nicolás Burdisso  |     |
| 6          | Defensa        | Gabriel Milito    |     |
| 8          | Defensa        | Javier Zanetti    |     |
| 7          | Centrocampista | Ángel Di María    | 79' |
| 14         | Centrocampista | Javier Mascherano |     |
| 20         | Centrocampista | Fernando Gago     |     |
| 9          | Delantero      | Gonzalo Higuaín   | 79' |
| 10         | Delantero      | Lionel Messi      |     |
| 16         | Delantero      | Sergio Agüero     | 84' |
| Entrenador | Entrenador     | Sergio Batista    |     |

| 18         | Guardameta     | Leonel Moreira     |     |
| 2          | Defensa        | Francisco Calvo    | 46' |
| 3          | Defensa        | Johnny Acosta      |     |
| 4          | Defensa        | José Salvatierra   |     |
| 19         | Defensa        | Óscar Duarte       |     |
| 20         | Defensa        | Pedro Leal         |     |
| 6          | Centrocampista | Heiner Mora        |     |
| 22         | Centrocampista | José Miguel Cubero |     |
| 12         | Delantero      | Joel Campbell      |     |
| 17         | Delantero      | Josué Martínez     | 46' |
| 21         | Delantero      | César Elizondo     | 56' |
| Entrenador | Entrenador     | Ricardo La Volpe   |     |

| 15 | Centrocampista | Lucas Biglia     | 79' |
| 18 | Centrocampista | Javier Pastore   | 79' |
| 21 | Delantero      | Ezequiel Lavezzi | 84' |

| 10 | Delantero      | Randall Brenes    | 46' |
| 11 | Centrocampista | Diego Madrigal    | 46' |
| 5  | Centrocampista | Luis Miguel Valle | 56' |

| Anotado | 45+1' | Sergio Agüero  | 1:0 |
| Anotado | 52'   | Sergio Agüero  | 2:0 |
| Anotado | 63'   | Ángel Di María | 3:0 |

| Amonestado | 21'   | Gabriel Milito   |
| Amonestado | 38'   | Javier Zanetti   |
| Amonestado | 88'   | Lucas Biglia     |
| Amonestado | 90+2' | Ezequiel Lavezzi |

| Amonestado | 44' | Francisco Calvo |
| Amonestado | 48' | Óscar Duarte    |

| Árbitro             | Víctor Hugo Rivera |
| Árbitros asistentes | Luis Abadie        |
| Árbitros asistentes | Nicolás Yegros     |
| Cuarto árbitro      | Carlos Amarilla    |

| 23         | Guardameta     | Sergio Romero     |     |
| 3          | Defensa        | Pablo Zabaleta    |     |
| 4          | Defensa        | Nicolás Burdisso  |     |
| 6          | Defensa        | Gabriel Milito    |     |
| 8          | Defensa        | Javier Zanetti    |     |
| 7          | Centrocampista | Ángel Di María    | 79' |
| 14         | Centrocampista | Javier Mascherano |     |
| 20         | Centrocampista | Fernando Gago     |     |
| 9          | Delantero      | Gonzalo Higuaín   | 79' |
| 10         | Delantero      | Lionel Messi      |     |
| 16         | Delantero      | Sergio Agüero     | 84' |
| Entrenador | Entrenador     | Sergio Batista    |     |

| 18         | Guardameta     | Leonel Moreira     |     |
| 2          | Defensa        | Francisco Calvo    | 46' |
| 3          | Defensa        | Johnny Acosta      |     |
| 4          | Defensa        | José Salvatierra   |     |
| 19         | Defensa        | Óscar Duarte       |     |
| 20         | Defensa        | Pedro Leal         |     |
| 6          | Centrocampista | Heiner Mora        |     |
| 22         | Centrocampista | José Miguel Cubero |     |
| 12         | Delantero      | Joel Campbell      |     |
| 17         | Delantero      | Josué Martínez     | 46' |
| 21         | Delantero      | César Elizondo     | 56' |
| Entrenador | Entrenador     | Ricardo La Volpe   |     |

| 15 | Centrocampista | Lucas Biglia     | 79' |
| 18 | Centrocampista | Javier Pastore   | 79' |
| 21 | Delantero      | Ezequiel Lavezzi | 84' |

| 10 | Delantero      | Randall Brenes    | 46' |
| 11 | Centrocampista | Diego Madrigal    | 46' |
| 5  | Centrocampista | Luis Miguel Valle | 56' |

| Anotado | 45+1' | Sergio Agüero  | 1:0 |
| Anotado | 52'   | Sergio Agüero  | 2:0 |
| Anotado | 63'   | Ángel Di María | 3:0 |

| Amonestado | 21'   | Gabriel Milito   |
| Amonestado | 38'   | Javier Zanetti   |
| Amonestado | 88'   | Lucas Biglia     |
| Amonestado | 90+2' | Ezequiel Lavezzi |

| Amonestado | 44' | Francisco Calvo |
| Amonestado | 48' | Óscar Duarte    |

| Árbitro             | Víctor Hugo Rivera |
| Árbitros asistentes | Luis Abadie        |
| Árbitros asistentes | Nicolás Yegros     |
| Cuarto árbitro      | Carlos Amarilla    |

| \| Estadísticas \| \| \| \| Tiros \| 17 \| 5 \| \| Tiros a puerta \| 8 \| 2 \| \| Faltas \| 16 \| 10 \| \| Saques de esquina \| 5 \| 4 \| \| Penaltis \| 0 \| 0 \| \| Fueras de juego \| 2 \| 1 \| \| Posesión de balón \| \| \| |                      |                       |
| Estadísticas | Bandera de Argentina | Bandera de Costa Rica |
| Tiros | 17                   | 5                     |
| Tiros a puerta | 8                    | 2                     |
| Faltas | 16                   | 10                    |
| Saques de esquina | 5                    | 4                     |
| Penaltis | 0                    | 0                     |
| Fueras de juego | 2                    | 1                     |
| Posesión de balón |                      |                       |